# اچ‌ام‌اس مگنیفیسنت (۱۷۶۷)
اچ‌ام‌اس مگنیفیسنت (به انگلیسی: HMS Magnificent (1767)) یک کشتی بود که طول آن ۱۶۸ فوت ۶ اینچ (۵۱٫۳۶ متر) بود. این کشتی در سال ۱۷۶۷ ساخته شد.